# نادي جوج لكرة اليد
نادي جوج لكرة اليد هو نادي كرة يد في الدنمارك تأسس في 1 مايو 1973. يلعب في الدوري الدنماركي لكرة اليد. تبلغ سعة ملعبه 2265 متفرجا.